# Antu (godin)
Antu of Antum, ook Anatu, was in de Akkadische mythologie de oorspronkelijke metgezellin van Anu, een creatiegodin, die later vervangen zou worden door Isjtar. Hun kinderen waren de Anunnaki en de Utukki.
Antu is afgeleid van de oudere Sumerische Ki, maar de kosmogonie is veranderd om haar in een afzonderlijke traditie te laten passen. Antu was de dominante verschijning in het Babylonische akit festival dat tot 200 v.Chr. werd volgehouden. Haar zo relatief recent voorkomen leidde mogelijk tot identificatie met de Griekse godin Hera.
Antu werd als echtgenote later vervangen door Isjtar of Inanna. Maar die zou ook als dochter van Anu en Antu worden gezien.
Zij is vergelijkbaar met Anat.